# سامانه دریاچه یراونا-خورگا
سامانه دریاچه یراونا-خورگا (انگلیسی: Yeravna-Khorga Lake System) یک گروه از دریاچه‌ها در استان بوریاتیای کشور روسیه است.